# Gare de Bussigny
Ne doit pas être confondu avec Gare de Busigny.
La gare de Bussigny est une gare ferroviaire desservant la commune de Bussigny dans le canton de Vaud en Suisse.

## Situation ferroviaire
Établie à 406,8 mètres d'altitude, la gare de Bussigny est située au point kilométrique 6,93 de la ligne du Pied-du-Jura, entre les gares de Renens et de Vufflens-la-Ville.
Elle est dotée de 5 voies dont deux (3/4) bordant un quai central. La voie 1 possède également un quai, desservi uniquement lors de trains spéciaux (écoles)

## Histoire

### Ancienne gare

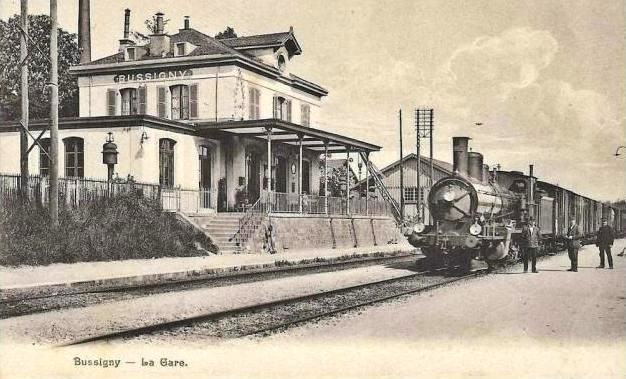
Gare de Bussigny en 1905

Le 7 mai 1855, la  Compagnie des chemins de fer de l’Ouest suisse inaugurait en présence des autorités cantonales, la première ligne de chemin de fer de Suisse romande reliant Yverdon à la gare provisoire de St-Germain, un hameau situé à l’ouest de Bussigny. En effet, la gare de Bussigny ne pouvait être atteinte car les travaux de la tranchée qui précède cette gare n’étaient pas terminés.
Le premier train était tracté par une locomotive à vapeur fonctionnant au bois de chauffage, on la prénommait « La Reine Berthe ». Un service d’omnibus à chevaux assurait le service des voyageurs depuis Lausanne. Malgré des pétitions et l’intervention des autorités municipales de Lausanne, le parcours de la ligne ne fut pas modifié et la compagnie ouvrit la ligne St-Germain - Bussigny - Renens - Morges le 1er juillet 1855.
Il faudra attendre le 5 mai 1856 pour une liaison Lausanne - Renens et donc celle de Morges à Lausanne. C'est la naissance du triangle d’Ecublens, dit aussi « Delta de Bussigny ».
Rappelons que la liaison Morges - Coppet n’a été ouverte qu’en 1858, prolongée quelques mois plus tard jusqu'à Genève.

### Nouvelle gare

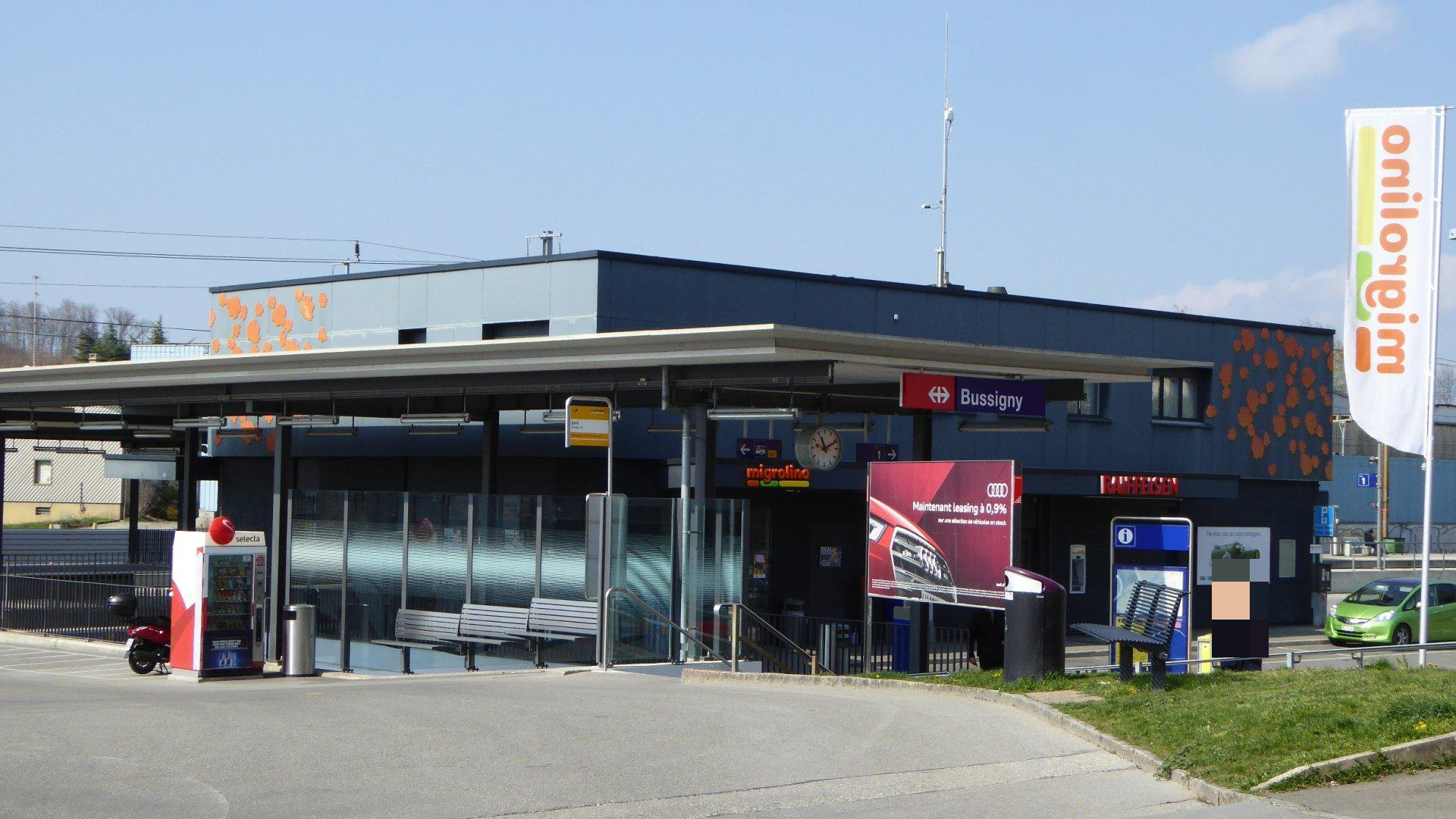
Gare de Bussigny en 2020

Au début des années 1960, pour répondre à l’augmentation du trafic marchandises, les CFF débutèrent la construction de la nouvelle gare de Lausanne-Triage, près de Morges, avec une mise en service complète le 23 mai 1971. Une extension et un remaniement complet de la gare de Bussigny sont effectués 1968 et 1970, la transformant en une gare de bifurcation. La nouvelle gare est entrée en fonction en 1971 et l’ancienne gare sera démolie cette même année. 
Le raccordement de Bussigny à la gare de triage de Denges (2,5 km) se fait par la pose d’une double voie supplémentaire à celle en provenance de Cossonay. Cette ligne du Delta de Bussigny prévue au début pour les trains de marchandises en provenance de Bâle - Bienne - Neuchâtel est également ouverte aux trains de voyageurs en direction de Genève. Cela permet un gain de temps en évitant le rebroussement soit à Renens, soit à Lausanne.

## Trafic des voyageurs

### Accueil
La gare de Bussigny est dotée d'un bâtiment voyageurs comprenant d'un hall communiquant avec un magasin d'alimentation Migrolino. Elle dispose également d'un distributeur automatique de titres de transport.

### Desserte
La gare fait partie du RER Vaud, assurant des liaisons rapides à fréquence élevée dans l'ensemble du canton de Vaud. Bussigny est desservie par les lignes S1 et S2 en provenance de Grandson et à destination de Cully (limités à Lausanne le week-end) et tous les jours de la semaine par les lignes S3 et S4 qui relient Vallorbe et/ou Le Brassus (pour la ligne S4) à Aigle, voire Saint-Maurice,.

## Intermodalité
La gare est en correspondance directe avec la ligne de bus 702 et 705 des Transports de la région Morges-Bière-Cossonay (MBC) ainsi qu'avec les lignes 35, 56 et 58 des Transports publics de la région lausannoise (TL).